# Seznam pécsských biskupů

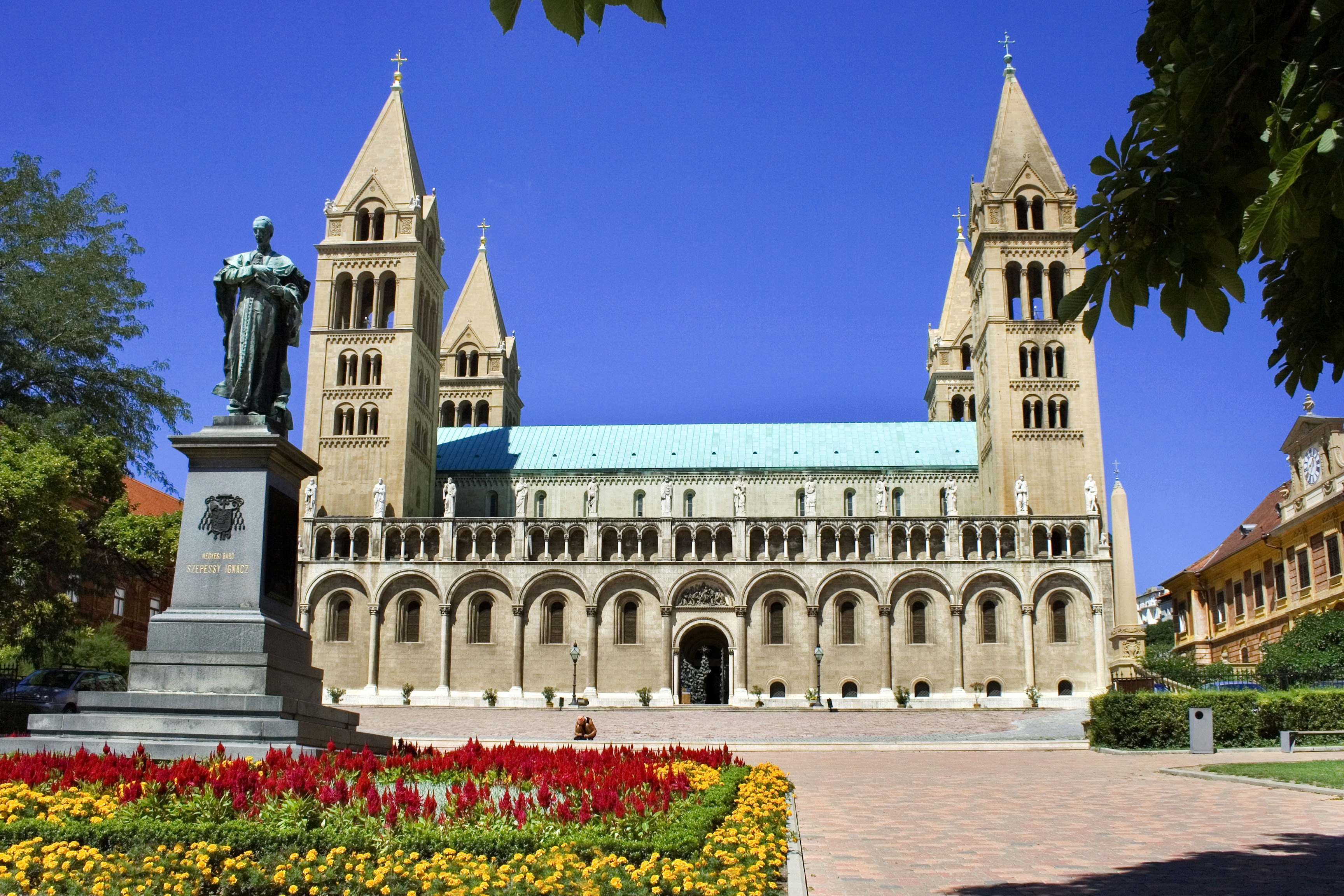
Katedrála sv. Petra a Pavla v Pětikostelí pochází z 11. století.

Toto je seznam biskupů pécsské diecéze (Pětikostelí) v Maďarsku.

## Seznam
- Bonipert (1009–1036)
- bl. Maur (1036–1070)
- Štěpán I. (1070–1100)
- Cyriak
- Šimon Sicilský (1106–1134)
- Zeri Barna alias Nána (1135)
- Makar I. (1138–1140)
- Jan I. (1140–1148)
- Anthimius (1148–1160)
- Makar II. (1162–1181)
- Jób I. (1181)
- Makar III. (1186)
- Kalán (1188–1218)
- Bertalan Burgundský (1219–1251)
- Achilles (1251–1252)
- Jób II. Záh (1252–1280)
- Pavel Balogh nembeli Széchy (1280–1302)
- Petr I. (1302–1314)
- Ladislav Kórogyi (1314–1345)
- Mikuláš Poroszlói alias Nesmělý (1346–1360)
- Vilém z Koppenbachu (1360–1374)
- Valentin d'Alsan (Bálint Alsáni) (1374 – † 19. listopadu 1408)
- Jan z Albenu a Medve (1410–1420)
- Jindřich Jan Czirkel (1421–1445)
- Ondřej Kálnói (1445–1455)
- Mikuláš Barni (1456–1459)
- Jan z Csezmicze (1459–1472)
- Zikmund Hampó (1473–1505)
- Jiří ze Satu Mare (György Szatmári) (1505–1521)
- Mořic Filip Čulský (1521–1526)
- Jiří Sulyok (1526–1538)
- Jan Ezek alias Ezith (1539–1541)
- Stanislav Škovránko (Várallyi) (1541–1548)
- Pavel Gregoriáncz (1548–1550)
- Jiří Tompa (1550–1552)
- Antun Vrančić (Verancsics) (1554–1557) (též biskup jágerský)
- Juraj Drašković z Trakošćanu (1557–1563)
- Ondřej Dudith (1563–1567)
- Jan Monoszlóy (1568–1578)
- Mikuláš Telegdy (1579–1586)
- Jan Kuthassy (1587–1592)
- Jan Cserődy (1592–1595)
- Mikuláš Zelniczey (1596–1598)
- Mikuláš Mikáczy (1598)
- Jiří Zalarnaky (1598–1605)
- Jan Erdődy (1608)
- František Ergelics (1608)
- Petr Domitrovič (1608–1611)
- Jan Pyber (1611–1619)
- Mikuláš Dallos (1619–1621)
- Tomáš Balásfy (1621–1625)
- Pavel Felsőtáli Dávid (1625–1628)
- Jiří Draskovich (Drašković) (1628–1630)
- Benedikt Vinkovits (1630–1637)
- Jan Cseh (1637–1639)
- István Bosnyák (1639–1642)
- Albert Cziglédy (1642–1643)
- Jiří Szelepcsényi (1643–1644)
- Jiří Széchényi (1644–1648)
- Pavel Hoffmann (1648–1658)
- Jan SaIix (1658–1668)
- Ján Gubasóczy (1668–1676) (též biskup vacovský)
- Pavel Széchényi (1676–1687)
- Matyáš Ignác Radanay (1687–1703)
- Vilém František z Nesselrode-Ehreshovenu (1703–1732)
- Antonín Kazimír z Thurnu (1732–1734)
- Alvarez Cienfuegos (1735–1739)
- Zikmund Berényi (1739–1748)
- Jiří Klimó (1751–1777)
- Pavel Ladislav Eszterházy (1781[1]–1799)
- Martin Görgey (1807)
- József Király (1808–1825)
- Ignác Szepesy (1828–1838)
- Ján Krstiteľ Scitovský (1839–1852) (též arcibiskup ostřihomský)
- Jiří Girk (1862–1868)
- Zikmund Kovács (1869–1877)
- Nándor Dulánszky (1877–1896)
- Samuel Hetyey (1897–1903)
- Julius Zichy (1905–1925) (též arcibiskup kaločský)
- Ferenc Virág (1926–1958)
- Ferenc Rogács (1958–1961)
- József Cserháti (1969–1989)
- Mihály Mayer (1989–2011)
- György Udvardy, (2011–2019), poté arcibiskup veszprémský
  - Sedisvakance od 12. července 2019